# Mohamed Al Modiahi
Mohamad Al-Modiahki, katarski šahovski velemojster, * 1974 , Katar.